# Fritz Esser (Skispringer)
Fritz Esser ist ein ehemaliger österreichischer Skispringer.

## Werdegang
Esser bestritt ab 1979 bis einschließlich 1984 die Springen in Innsbruck und Bischofshofen im Rahmen der Vierschanzentournee. Hier bestritt er am 3. Januar 1982 auch sein erstes Springen im Skisprung-Weltcup. Bei den Tournee-Springen jedoch erfolglos, konnte er erst in den beiden Weltcups nach der Vierschanzentournee 1983/84, die zudem auch die letzten seiner Karriere waren, in die vorderen Plätze springen. So erreichte Esser im japanischen Sapporo den 4. und im schwedischen Falun den 5. Platz. Am Ende der Saison belegte er damit den 36. Platz in der Weltcup-Gesamtwertung.

## Erfolge

### Weltcup-Platzierungen
| Saison  | Platz | Punkte |
| ------- | ----- | ------ |
| 1983/84 | 36.   | 23     |